# Perinereis weijhouensis
Perinereis weijhouensis är en ringmaskart som beskrevs av Wu, Sun och Yang 1981. Perinereis weijhouensis ingår i släktet Perinereis och familjen Nereididae. Inga underarter finns listade i Catalogue of Life.